# Saint Nicolas
La Cantata de Sant Nicolau, op. 42, és una cantata amb música de Benjamin Britten i llibret d'Eric Crozier, va ser encomanada per celebrar el centenari del Lancing Collage, a Sussex ciutat d'Anglaterra, el 1948. La va escriure en 20 dies de l'hivern de 1947, però no la va acabar fins al 31 de maig de 1948. Es va interpretar per primera vegada durant la inauguració del primer festival d'Aldeburgh, el juny de 1948, dirigida pel mateix Britten. Però l'estrena oficial fou el juliol de 1948, al Lancing College de Sussex, també dirigida per l'autor.
Una peça composta per a cor, tiples solistes, tenor, duet de piano, orgue, percussió i corda. Brillant en alguns números, serè en d'altres, Britten aplica l'esperit del seu admirat Purcell per a qui la música ha de facilitar la comprensió del que es vol explicar, de la narració, i no a l'inrevés. Els recitatius, les introduccions, els canvis tonals, els ritmes ... tot és fruit de la voluntat en la claredat de la transmissió del missatge.

## Argument
La Cantata narra la història de sant Nicolau, bisbe a la ciutat de Mira (Lícia) actual Turquia. Sant Nicolau va néixer a finals del segle iii, entre el 270 i el 280 a Pàtara, una ciutat de la regió de Lícia a Turquia i morí un 6 de desembre del 327 al monestir de Sió on s'havia retirat. Va ser enterrat en l'església del monestir, i allà hi va romandre fins que el 1087, a causa dels saquejos dels turcs va ser traslladat per uns mariners a la ciutat italiana de Bari. Sembla que en aquest trasllat, a més d'evitar la profanació de les relíquies del sant, hi havia altres interessos no tan nobles. Ben aviat a Bari, es va aixecar un gran temple per venerar les restes de Sant Nicolau que encara es conserven a la cripta al costat d'una bella icona bizantina del segle xiv. EN L'actualitat Bari, és un dels centres més importants de culte i peregrinació del sud d'Itàlia.
La vida de sant Nicolau ha arribat plena de llegendes i miracles. Va patir la persecució sota l'emperador Dioclecià (una de les més cruels persecucions contra els cristians) i que participà en el Primer Concili de Nicea el 325. Metodi I de Constantinoble, bisbe de Constantinoble al s.IX, compila molts fets de la seva vida, la majoria dels quals fonamenten les llegendes posteriors. En el segle xvi trobem la tradició del "bisbetó de sant Nicolau", molt estesa arreu entre els escolans dels pobles i ciutats, però que va desaparèixer i que es manté a l'Escolania de Montserrat el 6 de desembre. Algunes restes d'aquesta tradició es poden veure en poesies i cançons populars de Càceres, Navarra, Àlaba ... que evoquen la figura de l'escolà, vestit de bisbe, que anava recollint donatius per les cases mentre els seus acompanyants cantaven; ell a canvi, beneïa els donants.
La fama de sant Nicolau, bisbe, es va estendre ben aviat arreu, per haver esdevingut un personatge molt popular, vinculat amb la infància, amb la generositat, la bondat. Al s.XVI va esdevenir Sinter Klass als Països Baixos, Klaus a Alemanya, Kolya a Rússia, Father Christmas a Gran Bretanya, Père Noël a França ... es tractava d'un personatge amb un cistell carregat de regals. Més tard, els emigrants portaran aquest costum cap a Amèrica i esdevindrà Santa Claus; la mitra serà substituïda per un barret, el cavall esdevindrà una munió de rens i el color vermell de bisbe, serà el color característic d'aquesta figura nadalenca.
Cal imaginar-se la devoció d'aquest sant només veient que es demana la seva intercessió per: l'alliberament de presos, perills de robatori, conversió de lladres, forners, navegants, nens, núvies, els qui fan botes, empresonats, els qui fan vaixells, els farmacèutics, els pescadors, els jutges, contra els judicis injustos, comerciants, els acabats de casar, pelegrins, pobres, mariners, els qui fan exàmens o oposicions, viatjants, noies amb desig de casar-se... i a més, és patró de Grècia i de Rússia.

## Parts de la cantata
- 1. Introducció
- 2. El naixement de Nicolau
- 3. Nicolau es converteix en devot de Déu
- 4. L'estada a Palestina
- 5. Nicolau arriba a Mira i és escollit bisbe
- 6. Nicolau des de la presó
- 7. Nicolau i els nois escollits
- 8. La seva pietat i les seves meravelloses obres
- 9. La mort de Nicolau

## Estructura simfònica

### Primer número: Introducció
Benjamin Britten transmet en la seva cantata la tradició i la veneració sobre el sant. En el primer número el descriu com un home senzill, vestit amb les insígnies episcopals: la mitra, signe de saviesa, la creu, signe d'apòstol de Jesucrist, i els ornaments, com el bàcul pastoral (bastó), signe de pastor i l'anyell, signe d'unió amb l'Església de Déu. Un home fidel a Déu que ha seguit els camins de l'amor i la fe, i que per això pot esdevenir mestre d'altres.

### Segon número: El naixement de Nicolau
El segon número és fruit de la pietat dels cristians d'aquells segles. Tot el que envolta el personatge té un caràcter celestial i se li augura per tres vegades la santedat, és a dir, que serà plenament sant, ja que el número tres vol dir plenitud, segons el text bíblic (la litúrgia romana canta a Déu tres vegades Sant: Sant és el Senyor, Déu de l'univers).

### Tercer número: Nicolau es converteix en devot de Déu
En el número tres sant Nicolau es consagra a Déu. Els seus pares eren rics, però bondadosos i caritatius, i havien perdut l'esperança de tenir fills, per això reben el seu fill com un gran regal de Déu. Se'ls coneixia com "els pares dels pobres". Havent perdut els seus pares ben aviat, Nicolau dedicarà tota la seva fortuna a atendre els necessitats.

### Quart número: L'estada a Palestina
El número quatre de la Cantata recorda el viatge que va fer Nicolau a Palestina i com, amb la pregària, va calmar la tempesta. La combinació del ritme i de les veus masculines fent de mariners i les femenines, en semicor, fent de mar i tempesta, exposen un dramatisme que culmina amb la intervenció del tenor que convida al penediment, a la confiança i a la serenitat. Nicolau fa aquest viatge per defugir de la possibilitat de ser escollit bisbe, a causa de la mort del seu oncle que era bisbe de Mira. Durant el trajecte es va aixecar una gran tempesta i només la pregària del sant va poder calmar aquella mar embravida. Va passar llarg temps a Palestina, però va haver de tornar i, havent mort el bisbe Joan, successor del seu oncle, i no posant-se d'acord els cristians de Mira en l'elecció del successor, es va acordar que el primer capellà que l'endemà entrés al temple, seria escollit bisbe. I el primer a entrar va ser Nicolau.

### Cinquè número: Nicolau arriba a Mira i és escollit bisbe
Aquest últim fet fa de pont i ens introdueix en el número cinc de la Cantata, on es descriu l'elecció de Nicolau com a bisbe de Mira. Hi tornen a aparèixer els signes episcopals: la mitra, la roba d'or (traduïda per hàbit), la dalmàtica (peça pròpia dels diaques que portaven també els bisbes, signe de servei), el bàcul i l'anell. I tot això en funció de la seva missió: servir la fe, que vol dir conservar-la, aprofundir-la i defensar-la, sobretot en aquell temps on la doctrina cristiana s'estava definint enfront de les heretgies. La fuga en aquest número és l'expressió d'aquesta missió en tota la seva plenitud, ja que sant Nicolau no és venerat en l'Església com a màrtir, que no ho va ser, sinó com a "confessor" o "pastor" enèrgic de la fe. Es conclou amb un solemne himne a l'amor i la glòria de Déu, del músic francès Claude Goudimel (segle xvi), versionat per Britten. Aquest himne es canta avui a les esglésies dels Països Catalans amb la lletra que hi va adaptar Domènec Cols.

### Sisè número: Nicolau des de la presó
En el número sis, es recorda com Nicolau és empresonat a causa de la fe per l'emperador. Licini va voler continuar amb la persecució de Dioclecià contra els cristians. El governador de la ciutat, coneixedor de la bondat de Nicolau, el va enviar a l'exili. Va durar poc, perquè Licini va ser derrotat i Constantí, un emperador que va afavorir el cristianisme permetent la seva presència a l'Imperi amb l'edicte de Milà del 313, el va fer retornar. La tradició fa de Constantí el primer emperador cristià. Però la seva conversió no està lliure de sospites i interessos, i fins i tot, de pressions per part de l'emperadriu, qui sembla que era la veritable convertida al cristianisme. Es diu que, ja que el Baptisme perdona tot pecat, i només es pot administrar una sola vegada a la vida, l'emperador va voler esperar fins al llit de mort per batejar-se, per por de cometre algun pecat "gros" i condemnar-se eternament en l'infern.

### Setè número: Nicolau i els nois confitats
En el número set de la Cantata, Britten hi reflecteix un dels miracles que han fet més famós al sant: la resurrecció dels tres nens assassinats. El fet se situa en el viatge que fa fer Nicolau de camí cap a Nicea. Anava amb el bisbe de Pàtara, Eudom, i tres sacerdots més. En fer-se fosc van arribar a un hostal. Per sopar, l'hostaler els va posar una olla de carn. Com és costum, Nicolau va beneir el menjar i, en aquell moment, se li va revelar que aquella carn era humana. L'hostaler era un assassí que, a vegades, matava algú per, després, oferir la seva carn cuita. En aquesta ocasió eren tres adolescents perduts en el bosc. Nicolau va acusar l'hostaler, però aquest negava el crim. Llavors van anar a la bodega i en pregària davant l'olla, van sortir els nois vius, els quals van donar gràcies a Nicolau per la seva intercessió.

### Vuitè número: La seva pietat i les seves meravelloses obres
El número vuit és una glossa de la santedat de Nicolau i un recull dels seus miracles. Queda palès a l'obra que no és Nicolau qui fa els miracles, sinó que l'autor és Déu que ho fa a través del bisbe, per això, el miracle sorgeix sovint després d'una pregària. Cal fer esment del fet de les donzelles abocades a l'esclavitud (la prostitució), a causa de la pobresa del pare que no les podia casar per falta de dot. Nicolau, en assabentar-se, va anar deixant a les nits i d'amagat, una bossa d'or a les sabates de cada noia, perquè el seu pare les pogués anar casant i alliberar-se d'aquella esclavitud. També com va alliberar els mariners de la tempesta, i per aquesta raó és patró dels mariners en aquelles regions orientals. O com va ressuscitar dos estudiants morts injustament, i per això és advocat dels qui es preparen les oposicions i els exàmens. I com va refermar la fe davant de l'heretge Arri que predicava que Jesucrist no era veritablement Déu, sinó només un home "diví", en el concili de Nicea, el 325. L'arrianisme va ser una heretgia molt seguida per molts cristians durant el segle iv, fins i tot, molts bisbes eren arrians i, per tant, heretges. Aquest concili, juntament amb els de Constantinoble (381), el d'Efes (431), el de Calcedònia (451), el II i III de Constantinoble (553 i 681), i el II de Nicea (787), són els que han definit la doctrina cristiana en temes com la humanitat i divinitat de Jesús o la maternitat de Maria, i tenen una importància cabdal en el diàleg ecumènic (en la unió de les esglésies cristianes), ja que la doctrina és comuna fins a la primera separació amb els ortodoxos en el s.XI.

### Novè número: La mort de Nicolau (final)
El número nou, que és el darrer número de la Cantata, mostra la mort de Nicolau plena de fe. Sembla que Déu havia anunciat al sant amb exactitud la seva mort, per això, es va acomiadar de tothom, es va retirar a un monestir i allà, després d'una breu malaltia, va morir. Britten fa intervenir, d'una banda al tenor tot evocant amb fe els sentiments d'ànsia de Nicolau per arribar al cel, i d'una altra el cor, que a l'uníson, van cantant en un volum ascendent, la melodia gregoriana adaptada del Càntic de Simeó, que evoca la disponibilitat cap a Déu un cop la promesa o la tasca encomanada ja ha estat complerta. Aquest càntic, conegut com el "Nunc dimittis" forma part dels tres càntics que la litúrgia romana situa en tres moments de la pregària diària, anomenada "litúrgia de les hores". El primer és el "Benedictus" (Beneit sigui el Senyor, Déu d'Israel, que trobem a l'evangeli de Lluc 1, 68-79) cantat pel pare de Joan Baptista, Zacaries, en néixer aquest profeta, i que l'Església el situa al matí en la pregària de Laudes. El segon és el "Magnificat" (La meva ànima magnifica el Senyor, que trobem a l'evangeli de Lluc 1, 46-54) cantat per Maria, la Mare de Déu, en resposta a la felicitació de la seva cosina Isabel, i que l'Església el situa a la pregària de Vespres. El tercer és el "Nunc dimittis" (Ara, Senyor, deixeu que el vostre servent se'n vagi en pau, que trobem a l'evangeli de Lluc 1, 29-32) que proclama l'ancià Simeó quan reconeix en Jesús, acabat de néixer i portat pels seus pares per presentar-lo al Temple, com al Messies promès. Déu havia promès a Simeó que no moriria sense haver vist el Salvador d'Israel. Aquest darrer càntic es canta en la pregària de Completes, que és la darrera del dia, abans del descans nocturn. Ben segur que el caire d'aquest càntic el fa molt apropiat per evocar la mort en la plena confiança en Déu, i, per això, Eric Crozier el situa en la mort de Nicolau. Com a anècdota, es pot recordar l'errònia traducció que els periodistes van fer del text del testament de Joan Pau II, quan escrivia l'any 2000 que un cop assolides les fites com a pastor de l'Església, ja podia entonar el "nunc dimittis" i posar-se en mans de Déu. Aquesta idea va ser interpretada com que el Papa, l'any 2000 havia pensat a "dimitir".